# 寓兵於農
鄭氏來臺後，實施的政策。
給予農民一定的軍事訓練，平時務農，戰時參戰。 或指軍隊屯墾，兵農合一的政策，目的是為了提供數萬軍民糧食所需。